# JR九州エンジニアリング
JR九州エンジニアリング株式会社（ジェイアールきゅうしゅうエンジニアリング）は、福岡県福岡市博多区に本社を置く、鉄道車両・鉄道関連設備の製作、改造、保守及び技術開発を中心とした事業を行う日本の企業。九州旅客鉄道の中間持株会社JR九州建設グループホールディングス傘下。

## 沿革

### JR九州メンテナンス（1948年〜2018年）
- 1948年（昭和23年）8月30日 - 九州内における国鉄の列車運転資材の調達、列車清掃等を目的として鉄道産業株式会社が設立される。
- 1962年（昭和37年）8月1日 - 国鉄大分鉄道管理局管内の列車清掃と塵埃処理を目的として九州整備株式会社が設立される。
- 1998年（平成10年）4月1日 - 鉄道産業と九州整備が合併し、ジェイアール九州メンテナンス株式会社として新たに発足[2]。
- 2010年（平成22年）- 3月末をもって極楽湯事業から撤退。運営する5店舗の営業を停止[3]。
- 2012年（平成24年）7月1日 - JR九州メンテナンス株式会社に改称（アルファベット表記に変更）。

### ケイ・エス・ケイ（1971年〜2018年）
- 1971年（昭和46年）
  - 4月 -  鉄道車両興業株式会社（昭和30年3月創業）が西部鉄道機工株式会社（昭和23年5月創業）を吸収合併。
  - 7月 - 西日本交通機械株式会社に社名変更。
- 1975年（昭和50年)
  - 4月 - 福岡営業所及び福岡工場を大野城市に開設。
  - 5月 - 増資により資本金3,605万円となる。
- 1978年（昭和53年）4月 - 福岡支店を福岡市博多区に開設。
- 1982年（昭和57年)
  - 2月 - 株式会社セイコウを北九州市小倉北区に設立。
  - 11月 - 増資により資本金7,210万円となる。
- 1984年（昭和59年）1月 - 鹿児島興産株式会社を鹿児島市に設立。
- 1989年（平成元年）
  - 2月 - 中国地区の営業廃止、関西交通機械株式会社へ移管。
  - 3月 - 九州旅客鉄道が筆頭株主となる。
  - 10月 - 本社及び北九州事業所新築落成。
- 1990年（平成2年）
  - 2月 - 増資により資本金14,710.6万円となる。
  - 4月 - 商号を株式会社ケイ・エス・ケイ（九州車両機械）に改称。
- 1991年（平成3年)
  - 4月 - 古賀事業所を古賀市に開設。
  - 11月 - 美々津営業所廃止。
- 1993年（平成5年）3月 - 福岡営業所長崎駐在開設。
- 1996年（平成8年）
  - 7月 - 鹿児島営業所宮崎駐在開設。
  - 10月 - セイコウが株式会社ケイ・テックに社名変更。
  - 11月 - セミコン事業部発足。
- 1997年（平成9年）4月 - 営業所を支社・支店へ名称変更。
- 1998年（平成10年）11月 - CGS事業部を発足。
- 2001年（平成13年）
  - 4月 - CGS事業部をESCO事業部に改称。
  - 9月 - 新幹線準備室発足。
  - 9月 - 本社を福岡市へ移転。
- 2004年（平成16年）11月 - 橋本事業所開設。
- 2005年（平成17年）
  - 4月 - 支社・支店を事業所・支店へ名称変更。
  - 4月 - ESCO事業部を事業開発部に改称。
- 2007年（平成19年）1月 - ICカード事業本部発足。
- 2008年（平成20年）8月 - 新幹線熊本工事事務所開設。
- 2010年（平成22年）
  - 4月 - ICカード事業本部を機械事業部に統合。
  - 4月 - 福岡事業所を福岡市へ移転。
  - 6月 - 新幹線準備室を新幹線部に改称。
  - 12月 - 新幹線熊本車両事業所を開設。
- 2011年（平成23年）
  - 3月 - 子会社の鹿児島興産を解散。
  - 3月 - 新幹線熊本工事事務所を廃止。
  - 3月 - 熊本支店に保線課発足。
  - 4月 - 車両事業部車両設計部にJR設計課が発足。
  - 4月 - 小倉事業所を小倉車両事業所に改称。
- 2012年（平成24年）
  - 3月 - 機械事業部に新幹線工事室を発足。
  - 4月 - 白山工事事務所開設（石川県）。
- 2013年（平成25年）4月 - 車両事業部移転。
- 2015年（平成27年）
  - 3月 - 株主が九州旅客鉄道株式会社一社となる。
  - 3月 - 減資により資本金1億円となる。
  - 3月 - 白山工事事務所閉設（石川県）。
- 2016年（平成28年）4月 - 長崎駐在を長崎支店に昇格。
- 2017年（平成29年）9月 - 沖縄駐在を開設。

### JR九州エンジニアリング（2018年〜）
- 2018年（平成30年）7月1日 - JR九州メンテナンスを会社分割。JR九州メンテナンスの車両整備およびビル設備管理部門はケイ・エス・ケイが承継しJR九州エンジニアリング株式会社へと改称した。なお、JR九州メンテナンスの駅・車内清掃・ビル清掃部門とJR九州鉄道営業を吸収合併（JR九州メンテナンスは存続会社）しJR九州サービスサポートへと改称した。
- 2019年（平成31年）
  - 3月 - セミコン事業から撤退。
  - 3月 - 長崎機械事業所新社屋移転。
- 2020年（令和2年）
  - 8月 - モノづくりプロジェクト発足。
  - 11月 - 車両事業本部技術管理部に検修技術強化プロジェクトを新設。
- 2021年（令和3年）4月 - 会社発足50周年を迎えた。
- 2022年（令和4年）4月15日 - 建築用金物の製造販売を手掛けるメタルスター九州（熊本市）の全株式を取得し、子会社化した[4]。
- 2023年（令和5年）7月3日 - JR九州の建設セグメント5社の共同株式移転により、中間持株会社「JR九州建設グループホールディングス」を設立し、その子会社となる[5]。

## 主な事業
- JR在来線車両の設計、製作、検査・修繕、改造、廃車に関する業務
  - 主な車両：YC1系の設計・製造。
- 新幹線、地下鉄、モノレール、第三セクター等の車両の検査・修繕、改造
  - 主な検査受託元 - JR九州、松浦鉄道、平成筑豊鉄道、肥薩おれんじ鉄道、福岡市交通局、北九州高速鉄道、熊本市交通局
- 鉄道車両の構内入換業務
- 鉄道車両部品や機器の設計、製作、検査・修繕
- 保守用車（保線、架線）の検査・修理、改造
- 出改札機器、ホームドア、昇降用機械、車両検修用機械等の各種機械設備の設置、検査・修繕、改造
- 車輪旋盤、転削盤の設計、製作、改造、検査・修繕
- ビル、ショッピングセンター、ホテルなどの空調給排水設備の設計、施工、検査、修繕、改造
- ビル管理業
- 消防設備の保守点検および販売
- 貨物自動車運送事業
- 特別管理産業廃棄物収集運搬業
- 警備保安業
- 労働者派遣事業
- 環境保全等設備管理

## 営業拠点
- 本社 - 福岡市博多区冷泉町4-17　博多祇園NKビル7階・8階
- 小倉車両事業所 - 北九州市小倉北区金田3丁目1-1　JR九州小倉総合車両センター内
- 企救丘車両所 - 北九州市小倉南区企救丘2丁目13-1　北九州モノレール企救丘総合基地内
- 新幹線熊本車両事業所 - 熊本市南区富合町田尻343　JR九州熊本総合車両所内
- 南福岡車両事業所 - 福岡市博多区寿町1丁目1-1　JR九州南福岡車両区内
- 竹下車両事業所 - 福岡市博多区竹下1丁目12-55　JR九州南福岡車両区竹下車両派出内
- 直方車両事業所 - 直方市山部278　JR九州直方車両センター内
- 姪浜車両事業所 - 福岡市西区下山門4丁目1-1　福岡市交通局姪浜車両基地内
- 橋本車両事業所 - 福岡市西区橋本2丁目34-1　福岡市交通局橋本車両基地内
- 唐津車両事業所 - 唐津市西唐津1丁目6162-2　JR九州唐津車両センター内
- 早岐車両事業所 - 佐世保市早岐1-93　JR九州佐世保車両センター内
- 大分車両事業所 - 大分市大字下郡字小柳1666-1　JR九州大分車両センター内
- 熊本車両事業所 - 熊本市西区蓮台寺4丁目1-62　JR九州熊本車両センター内
- 鹿児島車両事業所 - 鹿児島市上荒田町39-12　JR九州鹿児島車両センター内
- 南宮崎車両事業所 - 宮崎市東大淀2丁目2-29　JR九州宮崎車両センター内
- 北九州営業支店・北九州機械事業所 - 北九州市門司区松原3丁目5-11
- 北九州ビル管理所 - 北九州市小倉北区浅野1丁目1-1
- 古賀機械事業所 - 福岡県古賀市薬王寺1743
- 福岡営業支店・福岡機械事業所 - 福岡市博多区吉塚本町13-104
- 福岡ビル管理所 - 福岡市博多区博多駅中央街1-1
- 長崎営業支店・長崎機械事業所 - 諫早市貝津町601番地25号
- 長崎ビル管理所 - 長崎市尾上町1番89号
- ハウステンボス管理所 - 佐世保市ハウステンボス町10番
- 大分営業支店・大分機械事業所 - 大分市牧上町1-22
- 大分ビル管理所 - 大分市要町1-14
- 熊本営業支店・熊本機械事業所 - 熊本市西区春日7-17-8
- 熊本ビル管理所 - 熊本市西区春日3-15-26
- 鹿児島営業支店・鹿児島機械事業所 - 鹿児島市上荒田町39-12　JR九州鹿児島車両センター内
- 宮崎駐在 - 宮崎市中村東2丁目6-12　チアキコーポ103
- 出水駐在 - 出水市美原町368
- 鹿児島ビル管理所 - 鹿児島市中央町1-1
- 宮崎ビル管理所 - 宮崎市老松2丁目2番22号